# Goli Vrh Ozaljski
Goli Vrh Ozaljski – wieś w Chorwacji, w żupanii karlowackiej, w mieście Ozalj. W 2011 roku liczyła 6 mieszkańców.